# Municipalidad Provincial de Maynas
La Municipalidad Provincial de Maynas, también denominada como Municipalidad Distrital de Iquitos, es una organización que se encarga de la administración de la Provincia de Maynas, y a su vez del distrito de Iquitos.

## Concejo municipal
El concejo municipal está conformado por el Alcalde y quince regidores:
- Francisco Sanjurjo Dávila (alcalde) (Movimiento Esperanza Región Amazónica)
- Ernesto Dávila Munarriz                 (Movimiento Esperanza Región Amazónica)
- George Antonhy Mera Panduro             (Movimiento Esperanza Región Amazónica)
- Ángel Ricardo Tejedo Huaman             (Movimiento Esperanza Región Amazónica)
- María Amanda Sevillano Bartra           (Movimiento Esperanza Región Amazónica)
- Víctor Arturo Jesús Castillo Canani     (Movimiento Esperanza Región Amazónica)
- María Elena Lau Soria                   (Movimiento Esperanza Región Amazónica)
- Brian Harold Ripalda Larrain            (Movimiento Esperanza Región Amazónica)
- Edinson Cardozo Zumba                   (Movimiento Esperanza Región Amazónica)
- Daniella Carola Arestegui Pezzini       (Movimiento Esperanza Región Amazónica)
- Marisa Alvina Díaz Panduro              (Restauración Nacional)
- Estheli Margareth Huayunga Ojanama      (Restauración Nacional)
- Augusto Ontere Barba Del Águila         (Restauración Nacional)
- Genaro Paulo Alvarado Tuesta            (Restauración Nacional)
- Romeo Wong Del Águila                   (Movimiento Integración Loretana)
- Oscar Martín Noriega Rengifo            (Movimiento Integración Loretana)

## Gerencias
Las gerencias en la MPM se encarga en trabajos específicos que incluye los siguientes:
- Acondicionamiento Territorial
- Saneamiento y Salud Ambiental
- Obras e Infraestructura
- Tránsito y Transporte Público
- Desarrollo Social
- Promoción Económica
- Servicios Municipales